# Pseudochazara neglecta
Pseudochazara neglecta är en fjärilsart som beskrevs av Gross 1978. Pseudochazara neglecta ingår i släktet Pseudochazara och familjen praktfjärilar. Inga underarter finns listade i Catalogue of Life.